# Clube Atlético Jorge Newbery (Comodoro Rivadavia)

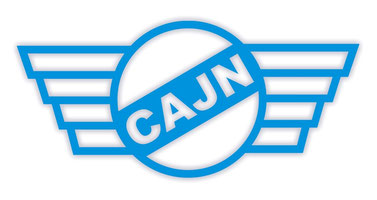
Escudo CAJN

O Club Atlético Jorge Newbery é um time de futebol argentino da cidade de Comodoro Rivadavia, província do Chubut. Foi fundado em 19 de abril de 1924. Seu estádio é conhecido como LA Madriguera, localizado na Província do Chubut. É um dos times mais importantes de Comodoro Rivadavia junto com Huracán de Comodoro e a CAI. É conhecido como "El Lobo" ou "El Aeronauta". Com grande fama no Torneo Regional Federal Amateur 2021/22 chegando à final da zona Patagônica, perdendo a partida para o Liniers (BB).
Jogou várias competições nacionais como o Torneo Argentino B, Torneo Argentino C e a Copa Argentina. A nível regional faz parte da liga de Futebol de Comodoro Rivadavia, onde se consagrou em 24 oportunidades, incluído o Torneio 2021. Também, disputou o Torneo Regional em várias ocasiões.
O clube se destaca na Patagonia pela sua fama desportiva. Jorge Newbery conta com uma das torcidas mais populares da Patagônia, considerando-a como uma das mais fiéis e seguidoras. Esta, está formada por "a 14" e "a 22",  que à hora de animar o time dentro do estádio, denominada como "La Banda Aeronauta".

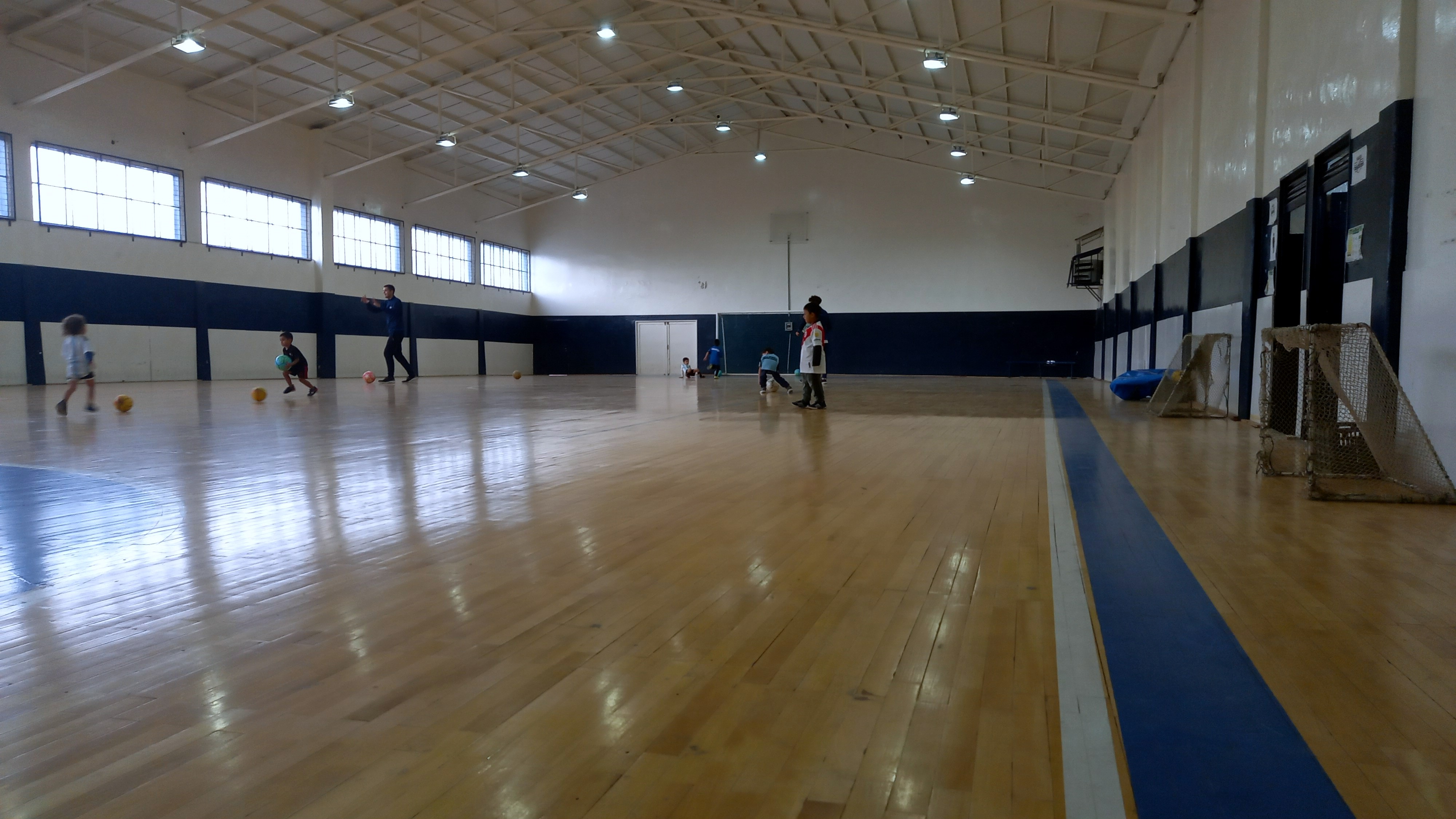
Campo de Fútsal "Keto" completamente renovada

Clube Atlético Jorge Newbery foi fundado em 19 de abril de 1924.. Inicialmente o time se chamava oficialmente de Nacional Foot-Ball Club, resultado da combinação dos times Sportivo Rivadavia e Correos e Telégrafos. Jorge Newbery mudou o nome, já que o presidente Agustín Pedro Justo ordenou mudar o nome de Nacional para toda instituição desportiva. Um mês depois tentaram chamar de Clubb Argentinos del Sur, mas finalmente mudou para Jorge Newbery, em honra a Jorge Alejandro Newbery, engenheiro e piloto de avião, que foi um dos maiores desportistas da época.
Foi fundado em 19 de abril de 1924..No início, a instituição era chamada de “Nacional Foot-Ball Club”, resultado da combinação dos clubes Sportivo Rivadavia e Correos e Telégrafos. O novo clube, ao tempo, mudou o nome de Nacional para a toda instituição desportiva. Um mês depois para o nome “Argentinos del Sur”. Finalmente, mudou-se para Jorge Newbery, homenagem a Jorge Alejandro Newbery, engenheiro e piloto de avião, que foi um dos maiores desportistas da época.
Seu estádio foi construído no início da década de 1930 e reformado em 2004. Disputou seu primeiro jogo de futebol como Jorge Newbery o 8 de julho de 1934 contra Gimnasia y Esgrima de La Plata.
Em 2014 o time foi homenageado com o Prêmio Crônica, na categoria de Menções Especiais por seus 90 anos de instituição desportiva.
Desde 2019 o time veio avançando. Com a diretora de Leoncio Gatti no fim do 2020, apresentou-se a nova confeiteria e o novo ginásio, com contribuição municipal, que batizaram como Anacleto “Keto” Caro. Leste foi uma homenagem ao histórico colaborador e recrutador do clube. No dia da inauguração anunciou-se que o clube enfrentaria o projeto mais importante de sua história chamado “Apontando ao céu”. O mesmo conta de um edifício de três andares e que terá consultórios de cinesiologia, nutrição, ginásio, escritórios, sala de reunião e escritórios. Atualmente esta obra está em operação.
Paralelamente o time da primeira divisão finalizou como melhor da Patagônia no Torneo Regional Amateur 2020. Podendo disputar e ganhar a final patagônica contra o  Independente de Neuquén. Depois em 2021 disputaria o outra final, quando se enfrentou a Liniers de Bahia Branca com quem cairia, ficando na porta da ascensão.
A gestão de Gatti durou 2 anos e conseguiu a remodelagem dos vestiários locais e visitantes. A publicação passou em janeiro de 2022 ao ex-jogador Pablo César Barrientos. O novo presidente pôde especificar, com financiamento do governo da província, a instalação das novas luzes, das quais a cada palma conta com 12 led. O flamante sistema estreou-se em seu clássico rival numa jornada histórica que permitiu disputar uma partida noturna pela primeira vez em sua história.  Também, no mesmo ano, graças a outra contribuição da província do governador Arcioni, conseguiu a concretização da parte da arquibancada popular que faltava.
Outros projetos em andamento é o jardim maternal, que já está finalizando a primeira etapa de fiações, tubos, divisões de salas e outros. No fim de 2022 soube-se que o jardim seria de tipo desportivo, o primeiro da Patagônia.

## Jogadores 2023-24
- Atualizado em 6 de janeiro de 2024.

Nota: Bandeiras indicam equipe nacional, conforme definido pelas regras de elegibilidade da FIFA. Os jogadores podem ter mais de uma nacionalidade não-FIFA.
| Porteros       |  |  |                       |
|                |  |  | Federico Cardozo      |
|                |  |  | Lucas Rodríguez       |
|                |  |  | Kevin Flores          |
|                |  |  | {{{name}}}            |
| Defensores     |  |  |                       |
|                |  |  | Oscar Carniello       |
|                |  |  | Santiago Arrieta      |
|                |  |  | Gaston Barrientos     |
|                |  |  | {{{name}}}            |
|                |  |  | Quimey Marchessi      |
|                |  |  | Ariel Alberto Rubio   |
|                |  |  | Brian Fernández       |
| Mediocampistas |  |  |                       |
|                |  |  | Claudio Daniel Ojeda  |
|                |  |  | Oscar Manuel Marchant |
|                |  |  | Thiago Millaneri      |
|                |  |  | Valentín Aravena      |
|                |  |  | Gabriel Méndez        |
|                |  |  | Franco González       |
| Delanteros     |  |  |                       |
|                |  |  | Leonardo Valdez       |
|                |  |  | {{{name}}}            |
|                |  |  | {{{name}}}            |
|                |  |  | {{{name}}}            |
|                |  |  | {{{name}}}            |

1. 1 2 3  Alvarez, Carlos (18 de abril de 2013). «El "Lobo" celebra 89 años y apuesta por un futuro mejor». Diario Patagónico. Consultado em 12 de febrero de 2016 Verifique data em: |acessodata= (ajuda)
2. 1 2  «Jorge Newbery (CR)». Copa Argentina. Consultado em 11 de febrero de 2016. Cópia arquivada em 27 de septiembre de 2016 Verifique data em: |acessodata=, |arquivodata= (ajuda)
3. ↑  «El "Lobo", a un paso del adiós». Diario Jornada. Consultado em 11 de febrero de 2016 Verifique data em: |acessodata= (ajuda)
4. ↑  [ligação inativa]
5. 1 2 3  Romero, Ángel (11 de enero de 2015). «¿Cuál es el equipo más campeón en el fútbol local?». Diario Patagónico. Consultado em 12 de febrero de 2016. Cópia arquivada em 29 de julio de 2018 Verifique data em: |acessodata=, |arquivodata=, |data= (ajuda)
6. ↑  ADNSUR (19 de abril de 2023). «Jorge Newbery celebra sus 99 años de vida». ADNSUR (em espanhol). Consultado em 20 de abril de 2023
7. ↑  «Jorge Gaitán se quedó con el Premio Crónica». Diario Crónica. Consultado em 12 de febrero de 2016 Verifique data em: |acessodata= (ajuda)
8. ↑  ADNSUR (18 de setembro de 2022). «Jorge Newbery, el club de barrio que se afianza en su crecimiento institucional con obras y proyectos». ADNSUR (em espanhol). Consultado em 25 de novembro de 2022
9. ↑  ADNSUR (25 de novembro de 2022). «Cerca de finalizar las obras del jardín, Newbery sumó un proyecto para que sus jugadores puedan terminar la secundaria». ADNSUR (em espanhol). Consultado em 25 de novembro de 2022